# 花田 (豊橋市)
花田（はなだ）は、愛知県豊橋市の町名。現行行政地名は花田町および花田一番町から花田三番町。

## 地理
豊橋市の中央部に位置する。花田町の町域は3か所に存在し、最も広い区域の西は新栄町・牟呂町、北は大橋通3丁目・絹田町・菰口町3～4丁目に接する。
花田は花田一番町、花田二番町、花田三番町で構成され、西は花田町・築地町、南は白河町・立花町・西羽田町、北は羽田町・北側町に接する。

### 河川
- 牟呂用水

### 小字
- 荒木（あらき）
- 石塚（いしづか）
- 稲場（いなば）
- 後田（うしろだ）
- 大山塚（おおやまづか）
- 於樹木（おじゅもく）
- 北新起（きたしんき）
- 絹田（きぬた）
- 越水（こしみず）
- 小松（こまつ）
- 西郷（さいごう）
- 塞神（さいじん）
- 斉藤（さいとう）
- 城海津（しろかいづ）
- 築地（つきじ）
- 中郷（なかごう）
- 中ノ坪（なかのつぼ）
- 西宿（にしじゅく）
- 野黒（のぐろ）
- 百北（ひゃくきた）
- 南新起（みなみしんき）
- 牟呂海道（むろかいどう）

## 世帯数と人口
2021年（令和3年）10月1日現在の世帯数と人口は以下の通りである。
| 町丁       | 世帯数    | 人口    |
| ---------- | --------- | ------- |
| 花田町     | 2,360世帯 | 5,192人 |
| 花田一番町 | 233世帯   | 387人   |
| 花田二番町 | 210世帯   | 458人   |
| 花田三番町 | 182世帯   | 383人   |

## 学区
市立小・中学校に通う場合、学区は以下の通りとなる。なお、一部に特定地域隣接校選択制度の対象区域が存在する。
| 町丁       | 番・番地等                                                                        | 小学校               | 中学校               | 高等学校普通科 |
| ---------- | --------------------------------------------------------------------------------- | -------------------- | -------------------- | -------------- |
| 花田町     | 字荒木（一部）・中ノ坪（一部）                                                    | 豊橋市立吉田方小学校 | 豊橋市立吉田方中学校 | 三河学区       |
| 花田町     | 字荒木（一部）・稲場・越水・小松・斉藤・ 城海津・築地・中ノ坪（一部）・西宿・百北 | 豊橋市立花田小学校   | 豊橋市立羽田中学校   | 三河学区       |
| 花田町     | 字後田・大山塚・北新起・西郷・塞神・ 中郷・野黒・南新起                           | 豊橋市立羽根井小学校 | 豊橋市立羽田中学校   | 三河学区       |
| 花田町     | 字石田・中野                                                                      | 豊橋市立松山小学校   | 豊橋市立中部中学校   | 三河学区       |
| 花田町     | 字石塚・絹田・中ノ坪（一部）・南島                                                | 豊橋市立松葉小学校   | 豊橋市立豊城中学校   | 三河学区       |
| 花田一番町 | 全域                                                                              | 豊橋市立花田小学校   | 豊橋市立羽田中学校   | 三河学区       |
| 花田二番町 | 全域                                                                              | 豊橋市立花田小学校   | 豊橋市立羽田中学校   | 三河学区       |
| 花田三番町 | 全域                                                                              | 豊橋市立花田小学校   | 豊橋市立羽田中学校   | 三河学区       |

## 歴史

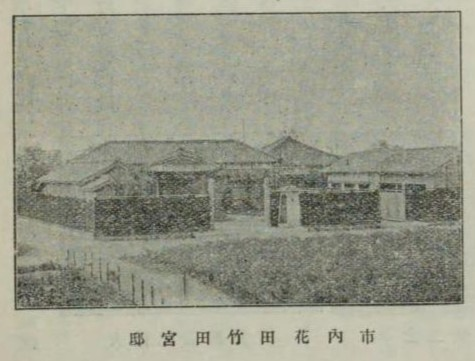
花田字寺東にあった竹田宮家の邸宅。大正5年9月13日、座敷、湯殿および化粧室、人力車置場、便所が豊橋市有財産に編入された。

渥美郡花田村を前身とする。江戸期の花ケ崎村および羽田村に相当する。
東海道線の豊橋駅は1888年（明治21年）に開業したが、開業当時は花田村域であった。
1915年（大正4年）1月、竹田宮恒久王が騎兵第十九聯隊長として豊橋に着任した。これに伴い、当時の花田字寺東に竹田宮家が短期間ながら一家で住居した。

### 町名の由来
旧花ケ崎村の「花」と旧羽田村の「田」を取って命名された。

### 沿革
- 1878年（明治11年） - 花ケ崎村と羽田村が合併し、花田村となる[9]。
- 1889年（明治22年）10月1日 - 町村制に基づく渥美郡花田村が発足[9]。
- 1906年（明治39年）
  - 7月1日 - 豊橋町へ編入し、同町大字花田となる[9]。
  - 8月1日 - 市制施行に伴い、豊橋市大字花田となる[9]。
- 1915年（大正4年）1月21日 - 竹田宮恒久王が騎兵第十九聯隊長として着任。花田字寺東の邸宅に入る[10]。
- 1926年（大正15年）2月5日 - 花田町に改称[9][11]。
- 1933年（昭和8年）10月1日 - 一部が前田南町となる[9][12]。
- 1936年（昭和11年）4月1日 - 一部が東小田原町・西小田原町・松坂町となる[9][13]。
- 1940年（昭和15年）12月1日 - 一部を東小田原町へ編入[13]。
- 1944年（昭和19年）7月1日 - 一部を西小田原町へ編入[13]。
- 1946年（昭和21年）7月25日 - 一部が花中町となる[9][14]。
- 1952年（昭和27年）8月2日 - 一部が中郷町・羽根井町となり、一部を花中町へ編入[9][14]。
- 1958年（昭和33年）9月12日 - 一部が大国町・広小路・大橋通・駅前大通・絹田町・東松山町・中松山町・西松山町・南松山町・南島町となる[9][15]。
- 1959年（昭和34年）7月31日 - 一部が西羽田町・羽田町・花田一番町～三番町・築地町・白河町・野黒町・八通町・立花町・羽根井本町・錦町・北側町となる[9][4]。
- 1972年（昭和47年）7月11日 - 一部が羽根井西町となる[9][16]。

### 花田

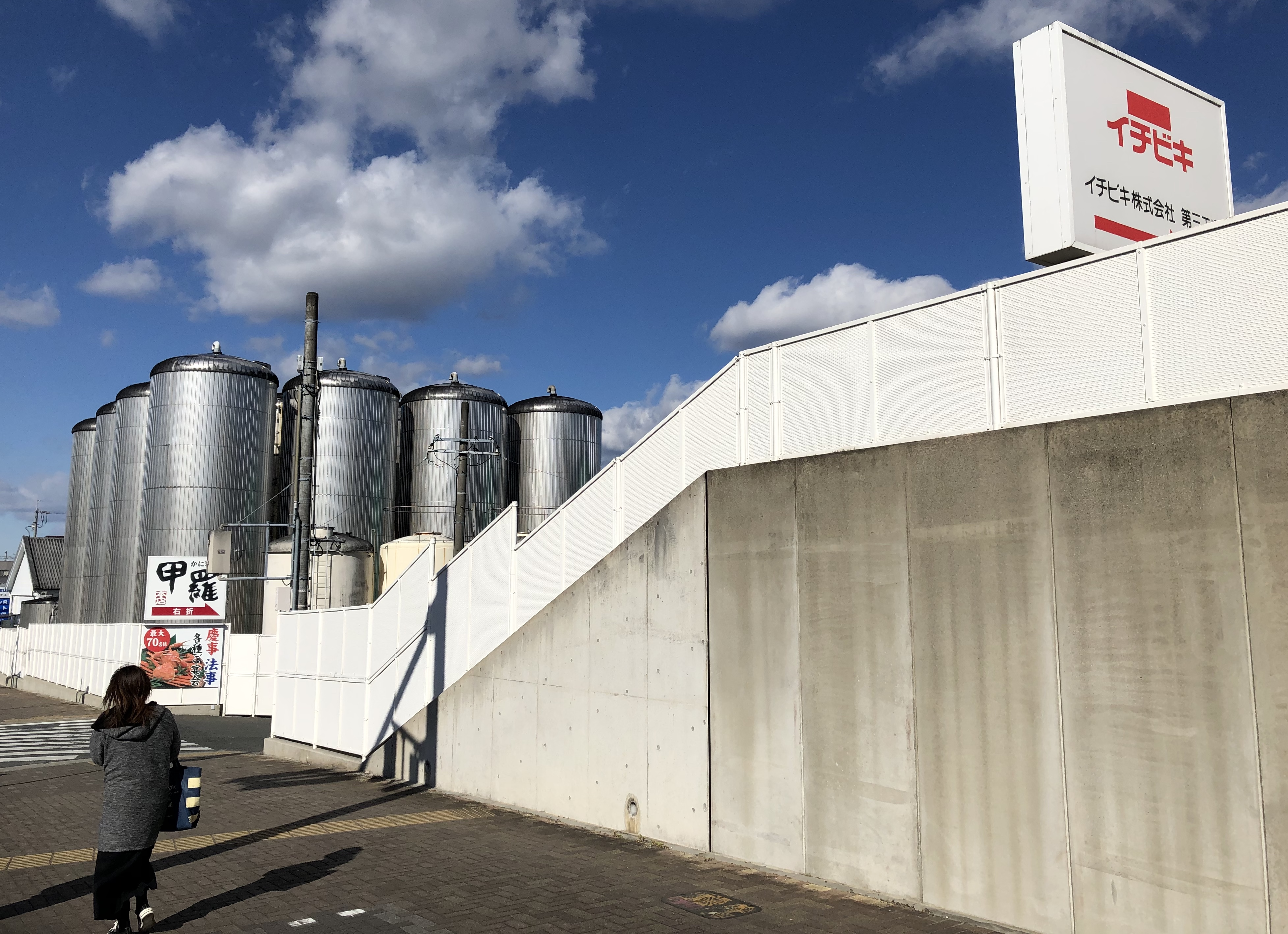
イチビキ第三工場

- 1959年（昭和34年）7月31日 - 花田町の一部より、花田一番町～三番町が成立[9][4]。

## 施設

### 花田町
- カルミア
- ホテルアソシア豊橋
- 穂の国とよはし芸術劇場PLAT
- 豊橋商工会議所
- 岡崎信用金庫花田支店
- 豊橋信用金庫西支店
- イチビキ第三工場
- 豊国工業
- 羽田八幡宮
- 察順院
- 長全寺
- 浄慈院

### 花田
- 蒲郡信用金庫花田支店
- 豊橋花田郵便局

- イチビキ第三工場

## 交通

### 鉄道
- JR東海道新幹線・東海道本線・飯田線 豊橋駅
- 名鉄名古屋本線 豊橋駅
- 豊橋鉄道渥美線 新豊橋駅
- 豊橋鉄道東田本線 駅前停留場

### 道路
- 国道23号（蒲郡街道）
- 愛知県道388号大山豊橋停車場線（大橋通り）
- 愛知県道502号豊橋環状線（豊橋環状線）

## その他

### 日本郵便
集配担当する郵便局と郵便番号は以下の通りである。
| 町丁       | 字・番地                         | 郵便番号 | 郵便局       |
| ---------- | -------------------------------- | -------- | ------------ |
| 花田町     | 下記以外                         | 441-8019 | 豊橋南郵便局 |
| 花田町     | 後田・西郷・中郷                 | 441-8024 | 豊橋南郵便局 |
| 花田町     | 石塚・西宿（一部） 官有地 無番地 | 440-0075 | 豊橋郵便局   |
| 花田一番町 | 花田一番町                       | 441-8013 | 豊橋南郵便局 |
| 花田二番町 | 花田二番町                       | 441-8014 | 豊橋南郵便局 |
| 花田三番町 | 花田三番町                       | 441-8018 | 豊橋南郵便局 |